# Dicranomyia (Dicranomyia) subfascipennis
Dicranomyia (Dicranomyia) subfascipennis is een tweevleugelige uit de familie steltmuggen (Limoniidae). De soort komt voor in het Oriëntaals gebied.